# بریستول نوع ۲۰۰
بریستول نوع ۲۰۰ (به انگلیسی: Bristol Type 200) یک هواگرد ساختِ کارخانهٔ بریستول ایروپلین در کشور بریتانیا است.